# Igreja de Santa Maria de Sá
A Igreja de Santa Maria de Sá ou Igreja Paroquial de Sá é uma igreja situada na freguesia de Sá, em Ponte de Lima. É um edifício religioso neoclássico do século XVII, situado numa zona rural sobre o vale do Rio Lima. Apresenta planta longitudinal com três naves e capela-mor rectangular mais baixa, sacristia adjacente e fachada escalonada com rosácea central. O interior exibe retábulos barrocos e capelas laterais com decoração em azulejos e talha. Inclui ainda uma torre sineira, um cruzeiro datado de 1613 e anexos como a Casa dos Milagres e dois coretos.